# Jules André
Jules André (* 19. April 1807 in Paris; † 17. August 1869 ebenda) war ein französischer Landschaftsmaler.

## Leben
André war bis 1827 ein Schüler der Maler André Jolivard und Louis Étienne Watelet. Später unternahm er eine ausgedehnte Studienreise durch Südfrankreich und die Pyrenäen. 1831 durfte er an der großen Ausstellung des Pariser Salons teilnehmen. Mit 27 Jahren debütierte er dort mit einem Werk, das von der offiziellen Kunstkritik lobend erwähnt wurde. Später bereiste er Südfrankreich, Belgien, die Rheingegend, die Normandie, die Bretagne, die Bourgogne, die Vogesen und Les Landes, wobei er – nach eigenen Aussagen – vom Rhein besonders beeindruckt war.
Er wurde 1848 nach der Februarrevolution zum Konservator der Handzeichnungen im Louvre ernannt und später an der königlichen Porzellanmanufaktur in Sèvres angestellt. Hier arbeitete er bis 1856 und signierte seine Werke mit den Initialen „J. A.“ Er blieb der Manufaktur bis zu seinem Tod verbunden. André starb im Alter von 65 Jahren in Paris. Er war der Vater des Malers Edmond Marthe (Maethe) Alphonse André (1827–1877).

## Werke (Auswahl)
Andrés gesamtes künstlerisches Werk zeichnet sich durch einen zu dieser Zeit nicht unbedingt üblichen Realismus aus. Dabei sind eine Genreszenen immer stimmungsvoll gehalten; manchmal sogar mit einer Portion Romantik. Auch seine Auftragsarbeiten für Sèvres standen den übrigen Werken in nichts nach. Seine Werke befinden sich heute im Besitz von Kunstmuseen in Toulouse und Beaune und anderen. Er stand stilistisch zwischen dem Klassizismus des Schule des Jean-Victor Bertin und der naturalistischen Stimmungsmalerei der französischen Meister um 1830. Dabei wird versucht die Stimmung in Licht und Luft malerisch zum Ausdruck zu bringen. Er schuf unter zudem Wandgemälde für den Louvre und das Pariser Hôtel d’Albe. Seine letzten Gemälde entstanden im Département Seine-et-Marne im Wald und der Umgebung des Schlosses von Grange-Bléneau.
- Landschaft mit einem Teich.
- Die Eiche am Rand des Weges. 1848
- Partie aus dem Walde von Fontainebleau. Ein Weg zwischen Eichengruppen. (Ölgemälde)

## Auszeichnungen
- 1833 oder 1835: Medaille 2. Klasse im Salon de Paris
- 1853: Ritter der Ehrenlegion